# آن موراي
مورنا انا موراى (ولدت 20 يونيو 1945) ، وهي مطربة كندية حصلت على العديد من الجوائز الفنية ، ومن بينها وسام الاستحقاق بكندا ، ووسام نوفا سكوتيا. وقد قدمت العديد من الأغاني في المجالات المختلفة مثل البوب ، الموسيقى المعاصرة. وقد قدمت ألبوم في عام 2012 من هذه الأنواع وقد تم بيع 54 مليون نسخة منه في جميع انحاء العالم  ،  ، 
وقد كانت موراى هي أول مطربة امرأة كندية تحصل على المركز الأول في قوائم الموسيقي بالولايات المتحدة الأمريكية. وفي نفس الوقت فقد حصلت على جائزة (السجل الذهبى) ، وقد حصلت على لقب (كركشو) (سنوبيرد)  بإنتاج عام 1970. وقد فتح لها طريق النجاح ، وقد كانت واحدة من انجح الفنانات في كندا من بين كل من : ألانيس موريسيت ، نيلى فرتادو ، سيلين ديون ، سارة مكلوخلن ، شانيا توين.
وقد حصلت موراى في نفس الوقت على جائزة (ألبوم العام) ، والذي منحها الجائزة هيئة السوق المالية ، وذلك عن ألبوم (الأخبار الجيدة القليلة) في عام 1984 ، وقد أصبحت أول مطربة امرأة في تاريخ كندا تحصل على هذه الجائزة.
وقد حصلت موراى على 4 جوائز جرامى ، جائزة 24 جونو (حصلت على جائزة جونو) ، جائزة الموسيقي الأمريكية 3 ، جائزة جي ام أي 3 ، جائزة جي جي ام ايا 3
وقد كانت موراى معروفة بانها نجمة شهيرة في لوس انجلوس (في هوليوود لوليفارد) في طريق الشهرة. ولنفس السبب أيضا فقد حصلت على مكانها في طريق الشهرة بكندا كنجمة لامعة في ذلك الوقت.
وفي عام 2011 ، فقد اختيرت كواحدة من أفضل 50 فنانة في بيلبورد ، وحصلت على الترتيب العاشر من بينهم <ref>^ "Mellow Gold: The 50 Biggest AC Artists

## أعمالها
-ماذا عنى (1968)
-هذا الطريق هو طريقى (1969)
-العسل ، القمح ، الضحك (1970)
-على الوالى ، نظيفة ، بسيطة (1971)
-نتحدث أكثر عن هذا الصباح (1971)
-انى (1972)
-أغنية دانى (1973)
-أغنية الحب (1974)
-المنصب الغالى (1974)
-معا (1975)
-البقاء على اتصال (1976)
-فرس النهر في حوض بلادى (1977)
-دعونا نضع الأمر على هذا النحو (1978)
-نوع جديد من الشعور (1979)
-انا دائما أحبك (1979)
-مجموعة الدولة (1980)
-انتظار شخص ما (1980)
-أحر ليلة بالسنة (1982)
-الاخبار الجديدة القليلة (1983)
-العقل أكثر من القلب (1984)
-يتحدث عن شئ (1986)
-وئام (1987)
-مثلى (1988)
-من سبرينج إلى العالم (1989)
-سوف تفعل (1990)
-نعم انا فعلتها (1991)
-الأفضل...الأقصى (1994)
-ياله من عالم رائع (1999)
-بلد كورين (2002)
-ثنائي انا مورانى دويتوس & الأساطير (2007)

## جوائز جرامى
-1975: جائزة أفضل أداء صوتى – المرأة (من اجل أغنية الحب)
-1979: أفضل مغنية بوب (أنت تحتاجنى)
-1981: أفضل اداء صوتى –المرأة (انا استطيع أن احصل على القوة)
-1984: أفضل اداء صوتى – المرأة (من اجل الأخبار الجيدة القليلة)

## روابط خارجية
- آن موراي على موقع IMDb (الإنجليزية)
- آن موراي على موقع الموسوعة البريطانية (الإنجليزية)
- آن موراي على موقع ميوزك برينز (الإنجليزية)
- آن موراي على موقع أول موفي (الإنجليزية)
- آن موراي على موقع إن إن دي بي (الإنجليزية)
- آن موراي على موقع أول ميوزيك (الإنجليزية)
- آن موراي على موقع ديسكوغز (الإنجليزية)
- آن موراي على موقع قاعدة بيانات الفيلم (الإنجليزية)
- آن موراي على موقع أوليمبيديا (الإنجليزية)